# جذر عدد صحيح
في نظرية الأعداد ، يتم تعريف الجَذْر الأساسي أو جَذْر العدد الصحيح الموجب n على أنه ناتج قسمة الأعداد الأولية المتفردة على n. يظهر كل عامل أولي لـ n مرة واحدة فقط كعامل للجداء التالي:{\displaystyle \displaystyle \mathrm {rad} (n)=\prod _{\scriptstyle p\mid n \atop p{\text{ prime}}}p}تلعب الجذور دورًا مركزيًا في صياغة حدسية abc.

## أمثلة
الأعداد الجذرية للأعداد الصحيحة الموجبة القليلة الأولى هي
1 ، 2 ، 3 ، 2 ، 5 ، 6 ، 7 ، 2 ، 3 ، 10 ، 11 ، 6 ، 13 ، 14 ، 15 ، 2 ، 17 ، 6 ، 19 ، 10 ، 21 ، 22 ، 23 ، 6 ، 5 ، 26 ، 3 ، 14 ، 29 ، 30 ، 31 ، 2 ، 33 ، 34 ، 35 ، 6 ، 37 ، 38 ، 39 ، 10 ، 41 ، 42 ، 43 ، 22 ، 15 ، 46 ، 47 ، 6 ، 7 ، 10 ، ... (متسلسلة A007947 في OEIS) .
علي سبيل المثال،{\displaystyle 504=2^{3}\cdot 3^{2}\cdot 7}وبالتالي{\displaystyle \operatorname {rad} (504)=2\cdot 3\cdot 7=42}

## خواص
الدالة {\displaystyle \mathrm {rad} } هي دالة جدائية (لكن ليست جدائية كاملة)
جَذْر أي عدد صحيح {\displaystyle n} هو أكبر قاسم غير تربيعي لـ {\displaystyle n} وكذا تُوصَف أيضًا بأنها نواة خالية من التربيعات لـ {\displaystyle n}. لا توجد خوارزمية بزمن متعدد الحدود لحساب الجزء الخالي من التربيع من عدد صحيح.
يُعمم التعريف ليشمل أكبر رقم {\displaystyle t} خالٍ يقسم كلا من {\displaystyle n} و {\displaystyle \mathrm {rad} _{t}}، وهي دوال جدائية نطاقها القوى الأولية مثل{\displaystyle \mathrm {rad} _{t}(p^{e})=p^{\mathrm {min} (e,t-1)}}الحالات عندما تكون {\displaystyle t=3} و {\displaystyle t=4} مجدولة في  A007948 و  A058035 .
اُستخدم مفهوم الجذر الأساسي في حدسية abc، والتي تنص على ذلك ، لأي {\displaystyle \varepsilon >0} ، يوجد رقم ثابت {\displaystyle K_{\varepsilon }} بحيث أنه لكل الثلاثيات المكونة من الأعداد الصحيحة الموجبة الأولية نسبيا فيما بينهم، يتحقق في {\displaystyle a} و {\displaystyle b} ، و {\displaystyle c} العلاقة التالية {\displaystyle a+b=c} ، {\displaystyle c<K_{\varepsilon }\,\operatorname {rad} (abc)^{1+\varepsilon }}